# Chumma
Chumma là một chi nhện trong họ Chummidae. Chi này được xếp riêng vào họ Chummidae, nhưng World Spider Catalog lại đặt nó vào họ Amaurobiidae.

## Các loài
- Chumma bicolor Jocqué & Alderweireldt, 2018 – South Africa
- Chumma foliata Jocqué & Alderweireldt, 2018 – South Africa
- Chumma gastroperforata Jocqué, 2001 – South Africa
- Chumma inquieta Jocqué, 2001 (type) – South Africa
- Chumma interfluvialis Jocqué & Alderweireldt, 2018 – South Africa
- Chumma lesotho Jocqué & Alderweireldt, 2018 – Lesotho
- Chumma striata Jocqué & Alderweireldt, 2018 – South Africa
- Chumma subridens Jocqué & Alderweireldt, 2018 – South Africa
- Chumma tsitsikamma Jocqué & Alderweireldt, 2018 – South Africa